# John C. McGinley
John C. McGinley, né le 3 août 1959 à Greenwich Village, un quartier résidentiel de New York, dans l'État de New York, aux (États-Unis), est un acteur, producteur et scénariste américain.
John C. McGinley est notamment connu pour avoir interprété un des principaux rôles (Dr. « Perry » Cox) dans la série télévisée Scrubs.
Il a aussi joué dans de nombreux films réalisés par Oliver Stone : Platoon, Né un 4 juillet, Nixon, L'Enfer du dimanche et Wall Street.

## Biographie

### Enfance
John Christopher McGinley est né le 3 août 1959 à Greenwich Village, un quartier résidentiel de New York, dans l'État de New York, aux (États-Unis). Il est le fils de Gerald McGinley, un agent de change (société des bourses) et de Patricia McGinley, une professeur des écoles. Son arrière-grand-père paternel est originaire de Donegal en Irlande.
John C. McGinley a grandi à Millburn dans le New Jersey et a commencé sa scolarité à la Millburn High School où il a d'ailleurs été joueur de football américain. Il a ensuite étudié à l'Université de Syracuse, puis, à Tisch School of the Arts, une des écoles de l'Université de New York mondialement réputée pour les études artistiques.

### Vie privée
En février 1997, il se marie avec Lauren Lambert. Leur fils, Max, né la même année est atteint de la Trisomie 21. Il y fait d'ailleurs référence dans l'épisode 8 de la 8e saison de Scrubs, en portant un bracelet significatif de son combat contre cette maladie.
En décembre 2001, il divorce. Il est nommé « père du mois » par le site internet iParenting.com en octobre 2002.
Puis en août 2006, il rencontre Nichole Kessler, une professeure de yoga à Malibu. Ils se marient lors d'une cérémonie privée chez eux en avril 2007.
Le 2 février 2008, son épouse accouche d'une fille qu'ils prénomment Billie Grace.
Le 24 juin 2010, la famille s'agrandit, Nichole donnant naissance à Kate Aleena.

## Filmographie

### Cinéma
- 1986 : Sweet Liberty d'Alan Alda : Floyd
- 1986 : Platoon : le sergent Red O'Neill
- 1987 : Wall Street : Marvin
- 1988 : Blue-Jean Cop (Shakedown) de James Glickenhaus : Sean Phillips
- 1988 : Conversations nocturnes (Talk Radio) : Stu
- 1989 : Prisoners of Inertia : Ogden
- 1989 : Suffering Bastards : Buddy Johnson
- 1989 : Le Carrefour des Innocents (Lost Angels) : Dr Farmer
- 1989 : Les Maîtres de l'ombre (Fat Man and Little Boy) : le capitaine Richard Schoenfield, MD
- 1989 : Né un 4 juillet (Born on the Fourth of July) : officiel #1 - Democratic Convention
- 1991 : Little Noises (en) : Stu
- 1991 : Highlander, le retour (Highlander II: The Quickening) : David Blake
- 1991 : Point Break - Extrême limite (Point Break) : agent du FBI Ben Harp
- 1992 : Un fils en danger (en) (Fathers & Sons) : Gary (non crédité)
- 1992 : Article 99 : Dr Rudy Bobrick
- 1992 : Section 44 (A Midnight Clear) de Keith Gordon : le major Griffin
- 1993 : Watch It : Rick
- 1993 : Hear No Evil de Robert Greenwald : Mickey O'Malley
- 1994 : Car 54, Where Are You? de Bill Fishman (en) : officier Francis Muldoon
- 1994 : Terrain miné (On Deadly Ground) : MacGruder
- 1994 : Mother's Boys : M. Fogel,, le professeur
- 1994 : Que la chasse commence (Surviving the Game) : John Griffin
- 1994 : Pionniers malgré eux (Wagons East) : Julian Rogers
- 1995 : Drôle de singe (Born to Be Wild) : Max Carr
- 1995 : Seven (Se7en) : California
- 1995 : Nixon d'Oliver Stone : Earl in Training Film
- 1996 : Hollywood Boulevard : Jackson Elliot
- 1996 : Psalms from the Underground (court-métrage) d'Eriq La Salle
- 1996 : Rock (The Rock) : le capitaine Hendrix
- 1996 : Mother d'Albert Brooks : Carl
- 1996 : Le Prix à payer (Set It Off) : inspecteur Strode
- 1996 : Johns : Danny Cohen
- 1997 : Colin Fitz (en) : le gardien
- 1997 : La Dernière Cavale (Truth or Consequences, N.M.) : Eddie Grillo
- 1997 : Rien à perdre (Nothing to Lose) : Davis « Rig » Lanlow
- 1999 : Flypaper : Joe
- 1999 : 35 heures, c'est déjà trop (Office Space) : Bob Slydell
- 1999 : Un de trop (Three to Tango) : Strauss
- 1999 : L'Enfer du dimanche (Any Given Sunday) : Jack Rose
- 2000 : Get Carter : Con McCarty
- 2001 : Animal ! L'Animal... (The Animal) : le sergent Sisk
- 2001 : Hot Summer (Summer Catch) : Hugh Alexander
- 2002 : Crazy as Hell (en) : Parker
- 2002 : Highway : Johnny the Fox
- 2002 : Harvard à tout prix (Stealing Harvard) : inspecteur Charles
- 2003 : Identity : George York
- 2005 : Lil' Pimp (vidéo) : Man Cub Master (voix)
- 2006 : Two Tickets to Paradise (en) : Mark
- 2006 : A.W.O.L. de Jack Swanstrom : Garris
- 2006 : Puff, Puff, Pass : Jerry Dupree
- 2007 : Bande de sauvages (Wild Hogs) : le policier de l'autoroute
- 2007 : On arrête quand ? (Are We Done Yet?) : Chuck Mitchell Jr.
- 2008 : American Crude (de) de Craig Sheffer : Jim
- 2012 : Alex Cross de Rob Cohen : Richard Brookwell
- 2012 : The Discoverers (en) : Bill Birch
- 2013 : 42 de Brian Helgeland : Red Barber
- 2013 : Watercolor Postcards (en) : Merlin
- 2014 : Kid Cannabis (en) de John Stockwell : John Grefard
- 2016 : Rounding Third (en) : Don, le coach
- 2016 : Get a Job (en) de Dylan Kidd : Diller
- 2016 : The Drowning (en) de Bette Gordon : Teddy
- 2016 : The Belko Experiment de Greg McLean : Wendell Dukes
- 2017 : Battle of the Sexes de Jonathan Dayton et Valerie Faris : Herb
- 2017 : The Good Catholic (en) : le père Ollie

### Télévision
- 1984 : Another World (série TV) : Ned (1985-1986)
- 1988 : Clinton and Nadine (TV) : Turner
- 1992 : Cruel Doubt (TV)
- 1993 : The Last Outlaw (en) (TV) : Frank Wills
- 1994 : Frasier (TV) : Danny Kriezel (Episode: Seat of Power)
- 1995 : Long Island Fever (TV) : Jim McCarty
- 1995 : Le Retour de Rick Hunter (The Return of Hunter) (TV) : sergent Harry McBride
- 1997 : Intensity (TV) : Edgler Foreman Vess
- 1998 : Objectif Terre: L'invasion est commencée (Target Earth) (TV) : agent du FBI Vincent Naples
- 1998 : Secret défense (The Pentagon Wars) (TV) : le colonel J. D. Bock
- 1999 : Jack Bull (The Jack Bull) (TV) : Woody
- 2000 : Le Secret du vol 353 (Sole Survivor) (TV) : Victor Yates
- 2001-2010 : Scrubs (TV) : Dr Perry Cox
- 2011 : Luck (TV) :
- 2012 : Burn Notice (TV) : Tom Card
- 2013-2015 : Ground Floor (TV) : Remington Stewart Mansfield
- 2016-2018 : Stan contre les Démons Stan Against Evil (TV) 3 saisons : Stanley Miller
- 2019 : Chicago Police Department saison 6 : candidat à la mairie chef de la police : Brian Kelton (TV)
- 2021 : Brooklyn Nine-Nine (TV) - Saison 8 épisodes 1, 3, 5 et 8 : Frank O'Sullivan - President du syndicat policier

### Producteur
- 1993 : Watch It
- 1995 : Sex & the Other Man
- 1997 : Colin Fitz
- 1999 : Jack Bull (The Jack Bull) (TV)

### Scénariste
- 1989 : Suffering Bastards

## Voix francophones
En France, John C. McGinley a été doublé par plusieurs acteurs français dont Vincent Violette (Les Maîtres de l'ombre), Joël Martineau (Harvard à tout prix), Philippe Vincent (Mother) et Marc Bretonnière (Pionniers malgré eux) à deux reprises chacun, à ses débuts. Depuis, Hervé Jolly est devenue la voix française la plus régulière de l'acteur, au sein de différents médias (notamment dans Scrubs et dans le film Alex Cross).